# Australophantes laetesiformis
Genre
Espèce
Synonymes
- Agyneta laetesiformis Wunderlich, 1976

Australophantes laetesiformis, unique représentant du genre Australophantes, est une espèce d'araignées aranéomorphes de la famille des Linyphiidae.

## Distribution
Cette espèce se rencontre en Australie au Queensland et en Indonésie à Sulawesi.

## Publications originales
- Wunderlich, 1976 : Spinnen aus Australien. 2. Linyphiidae (Arachnida: Araneida). Senckenbergiana biologica, vol. 57, p. 125-142.
- Tanasevitch & Stenchly, 2012 : On linyphiid spiders from Sulawesi, Indonesia (Arachnida, Araneae). Revue suisse de Zoologie, vol. 119, p. 169-180 (texte intégral).